# 짱진성
짱진성(중국어: 臧金生, 병음: Zāng Jīnshēng, 한자음: 장금생, 1959년 5월 11일 ~ )은 중국의 영화 배우, 텔레비전 배우이다. 톈진시에서 태어났으며 베이징 영화 학원을 졸업했다.

## 방송
- 신 서유기
- 신 의천도룡기
- 대당부용원

## 영화
- 신 의천도룡기 (2010년) - 사손 역
- 적벽대전 2부 - 최후의 결전 (2009년) - 장비 역
- 적벽대전 1부 - 거대한 전쟁의 시작 (2008년) - 장비 역
- 관서무겁도 (2003년) - 대유협 역
- 수호전 (1996년)